# Casearia lasiophylla
Casearia lasiophylla,  guasatunga, cambroé es una especie de planta en la familia Salicaceae. 

## Distribución
Aunque está geográficamente dispersa, su distribución es discontinua, es rara en Sâo Paulo, y cuestionable en Río de Janeiro. Sin embargo, ha sido recientemente colectada en Paraná.

## Taxonomía
Casearia lasiophylla fue descrita por August Wilhelm Eichler y publicado en Flora Brasiliensis 13(1): 468, pl. 94, en el año 1871.
Nombre común
- guasatunga, cambroé.

## Fuente
- Torres, R.B. 1998.  Casearia lasiophylla.   2006 IUCN Lista Roja de Especies Amenazadas; bajado 21 de agosto de 2007

- Datos: Q5048375
- Especies: Casearia lasiophylla